# شچوکوزریه
شچوکوزریه (به لاتین: Shchukozerye) یک منطقهٔ مسکونی در روسیه است که در استان آرخانگلسک واقع شده‌است.